# لامبایکه، پرو
لامبایکه، پرو (به اسپانیایی: Lambayeque, Peru) یک شهر در پرو است که در منطقه لامبایکه واقع شده‌است.

## خصوصیات
لامبایکه ۱۸ متر بالاتر از سطح دریا واقع شده‌است.